# Воронов, Николай Ильич
Николай Ильич Воронов (1832—1888) — очеркист, публицист, этнограф.

## Биография
Родился в семье дворянина, учителя уездного училища. Окончил историко-филологический факультет Императорского Харьковского университета (1853), где учился с П. И. Вейнбергом. В 1854―1861 гг. преподавал русскую словесность в Курском уездном училище, Ставропольской гимназии, Кубанской войсковой гимназии (Екатеринодар). В Ставрополе сблизился с Я. М. Неверовым и будущим историком А. С. Трачевским. Начал печататься в 1856 году в провинциальной прессе («Самарские губернские ведомости», «Одесский вестник»). Первая значительная публикации ― «Дорожные заметки на разных путях Южной России» («Одесский вестник», 1858), затем «Черноморские письма» («Русский вестник»), «Вести с Кубани» («Московский вестник») и другие. Яркие и живописные путевые очерки Воронова содержали личные впечатления, исторические и этнографические сведения, соображения о возможностях развитии сельского хозяйства и промышленности. Все публикации Воронова были проникнуты сочувствием к коренному кавказскому населению. Наиболее значительные публикации Воронова: «Плавание у восточных берегов Чёрноrо моря» (1861) и «Долина Риона» (1864). В статье «Одна из настоятельных потребностей дли многостороннего изучении России» (1864) Воронов предлагает создать «русскую дорожную книгу», написанную художественно и увлекательно, дли знакомства широкой публики с Родиной. Воронин, как беллетрист публиковал «обличительные рассказы» о грубой распущенности провинциального общества: «Рассказы из жизни уездного города» (1861―1862), «Материал дли размышлений. Из рассказов моего приятеля» (1864) и юмористическое описание пороков английской мелкой буржуазии «Лондонский пансион» (1864). Воронов написал ряд статей дли газеты «Колокол».
В первой половине 1862 года, путешествуя за границей, Воронов познакомился в Лондоне с М. А. Бакуниным, А. И. Герценом и Н. П. Огарёвым и принял поручение, связанное с доставкой изданий «Вольной русской типографии» на Кавказ. Арестован в Тифлисе и в октябре 1862 года был заключён в Алексеевский равелин Петропавловской крепости по делу о связи с лондонскими пропагандистами. После 5-месячного заключения отдан на поруки (март 1863), от суда освобождён (декабрь 1864) и выслан в Закавказье под надзор полиции. С 1866 года преподавал русскую словесность в Тифлисском женском училище. В 1868―1877 гг. служил в Кавказском горском управлении (с 1871 начальник статистического отделения), одновременно в 1875―1877 гг. был правителем дел Кавказского отделения Русского географического общества и редактор «Известий Русского географического общества» и «Записок общества». Под редакцией Воронова также изданы: «Сборник статистических сведений о Кавказе» (1869) и «Сборник сведений о кавказских горцах» (1868―1881). Редактор-издатель газеты «Кавказ» (1877―1880). В 1880 году по болезни вышел в отставку и в 1882 переселился в Цебельду (имение «Ясочка», которым владел с 1874 года). Здесь в 1883―1884 гг. была создана трудовая коммуна (семья Вороновых ― 6 человек и две семьи русских шахтёров ― 20 человек), которая просуществовавшая около трёх лет.
На Кавказе Воронов пользовался большой популярностью среди прогрессивной интеллигенции, был дружен со многими видными деятелями (И. Г. Чавчавадзе, Н. Я. Николадзе, Г. Е. Церетели, Р. Д. Эристави, Д. И. Гулиа, П. К. Услар и другими). Дети Воронова участвовали в революционном движении, примыкали к большевикам. Личный архив семьи Вороновых хранится в доме его потомков в Цебельде, где организован народный музей.